# گره تک

گره تک نوعی گره از نوع گره‌های قلابی است. خاستگاه این گره به دوران باستان بر‌ می‌گردد. این گره کاربردهای فراوانی دارد. 